# Marek Leśniewski
Marek Leśniewski, född den 24 april 1963 i Bydgoszcz, Polen, är en polsk tävlingscyklist som tog OS-silver i lagtempoloppet vid olympiska sommarspelen 1988 i Seoul. 